# Perizoma conjuncta
Perizoma conjuncta är en fjärilsart som beskrevs av W. Warren 1893. Perizoma conjuncta ingår i släktet Perizoma och familjen mätare. Inga underarter finns listade i Catalogue of Life.